# هانس تایلیخ

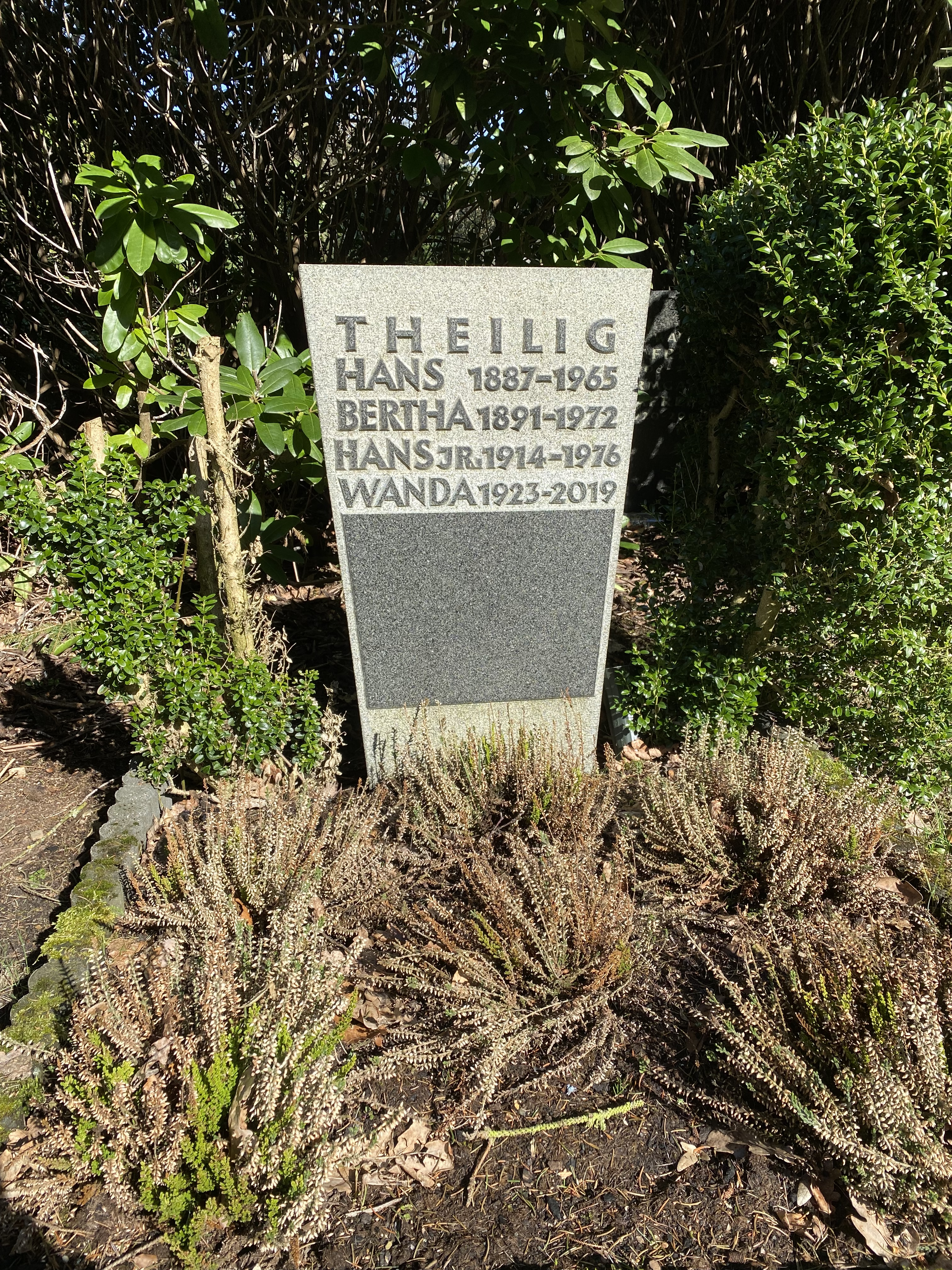
نمایی از سنگ‌مزار هانس تایلیخ - ۲۰۲۲

هانس تایلیخ (انگلیسی: Hans Theilig; ۱۲ اوت ۱۹۱۴ – ۶ اکتبر ۱۹۷۶) بازیکن هندبال اهل آلمان بود.